# BBC Elstree Centre
BBC Elstree Center, também conhecido como BBC Elstree Studios, é uma instalação de produção de televisão, atualmente de propriedade da British Broadcasting Corporation (BBC). Geograficamente localizado na área norte-noroeste da Grande Londres, o complexo está localizado especificamente na Eldon Avenue em Borehamwood, Hertfordshire, Inglaterra.
Este domínio foi o primeiro de vários complexos coloquialmente referidos como Elstree Studios localizados na área. Originalmente criado como um complexo de estúdios de cinema , no final da década de 1950, o site foi convertido para uso como estúdio de televisão , tornando-se o principal domínio de produção televisiva da franquia Associated Television (ATV) da Lew Grade para a rede ITV . Depois que a ATV se tornou a Central Television no início dos anos 80 e mudou-se para um novo complexo em Midlands, este site foi vendido à British Broadcasting Corporation (BBC) em 1984.
Atualmente, é a principal base de produção da BBC Television, com os estúdios de televisão administrados pela subsidiária comercial da BBC, BBC Studioworks anteriormente conhecida como BBC Studios e Post Production.
O BBC Elstree Centre inclui o cenário externo da novela de longa duração EastEnders e o drama médico Holby City. Com a venda e demolição parcial do Television Centre em Londres , a sede original da BBC Television e o site de produção primária de TV, o Studio D em Elstree desde então tem sido utilizado para muitas das grandes produções de estúdio da BBC; como Children in Need ,  e a cobertura das Eleições Gerais da BBC em 2015.

## História

### O Estúdio
O Neptune Film Company abriu as primeiras estúdios em Borehamwood em 1914. Ele continha apenas um único de 70 pés (21 metros) stage-janela menos (o primeiro 'palco escuro' na Inglaterra), contando com eletricidade a partir de um gás-powered gerador para iluminação . Na época, isso foi uma inovação, já que a maioria dos filmes anteriores foi filmada em grandes estúdios com teto de vidro, que dependiam de luz natural. Dizia-se que Borehamwood foi escolhido por ter um bom serviço de trem em Londres, mas estava longe o suficiente para evitar as então regulares névoas de sopa de ervilha em Londres. A produção cessou em 1917 e o estúdio foi vendido para OIdeal Film Company, que usou o site até 1924.
Em 1928, o estúdio foi vendido a Ludwig Blattner, que o conectou à rede elétrica e introduziu um sistema alemão de gravação de som. O Blattner Studio foi alugado pela Joe Rock Productions em 1934 e, dois anos depois, adquiriu o site.  Rock Productions construiu quatro novos grandes palcos e começou a fazer filmes, incluindo o drama The Edge of the World (1937), dirigido por Michael Powell.
Durante 1953, os estúdios foram comprados por Douglas Fairbanks, Jr. , principalmente para produção televisiva. As primeiras produções incluíram a série Douglas Fairbanks Presents (1953–1957) e alguns episódios de Alfred Hitchcock Presents . Os estúdios foram subsequentemente vendida ao Lew Grade 's Associated Television (ATV) em 1958.

### ATV
A intenção original dos novos proprietários, Associated Television (ATV), era usar a instalação para produção das séries filmadas da ITC afiliadas. As aventuras de William Tell (1958–59) foram produzidas aqui, mas os estúdios de televisão existentes da ATV eram insuficientes para suas exigências. Um local de 7,5 acres (3,0 hectares ) na South Bank de Londres havia sido comprado, mas a conclusão de um complexo totalmente novo levaria alguns anos no futuro, enquanto a necessidade de mais espaço de estúdio era urgente. Como resultado, o centro da Eldon Avenue foi reequipado como um complexo de televisão eletrônica e a maior parte da transmissão ao vivo da ATVe shows gravados foram feitos lá. As séries feitas pela ITC afiliada, como The Saint , Gideon's Way e The Prisoner , foram filmadas em filmes de 35 milímetros (1,4 polegadas ) nas instalações vizinhas de Elstree de outras empresas ou em outros lugares, principalmente na Associated British Picture Corporation (ABPC), Elstree Studios e MGM-British Studios.
Originalmente, alguns programas de ATV foram feitos nos estúdios Alpha em Aston, Birmingham, pois a ATV tinha a franquia ITV Midland durante a semana, bem como a franquia de fim de semana em Londres até a rede mudar em 1968 . Depois de 1970, programas como o Crossroads foram feitos nos novos estúdios de Birmingham, no ATV Centre. Produções em larga escala, incluindo muitos programas dramáticos, continuaram sendo gravadas nas instalações de Elstree pelo resto da existência da ATV.

### BBC Elstree Center
O ATV foi reestruturado como Televisão Independente Central para o novo período contratual a partir de janeiro de 1982. Uma das condições de renovação de sua licença pelo órgão de administração da rede ITV , então a Independent Broadcasting Authority (IBA), era que o ATV deveria deixar qualquer Londres baseadas em instalações e tornar-se totalmente focado nas Midlands inglesas , região do Reino Unido para a qual detinha a franquia ITV desde 1968. Nos últimos 18 meses de uso como estúdio de produção ITV, o complexo estava sob a propriedade de Televisão independente central; já que o ATV deixou de existir como empresa no final de 31 de dezembro de 1981.
Quando a BBC comprou o domínio da Elstree em 1984 para produzir sua nova novela EastEnders (foi ao ar em 19 de fevereiro de 1985), não comprou o equipamento dentro do edifício. Algumas fontes afirmam que, como conseqüência, os técnicos de estúdio da Central TV foram instruídos a tornar o equipamento deixado para trás inoperante (há alegações particulares sobre os prismas das câmeras sendo quebrados). Outras fontes contestam isso, alegando que o equipamento já era tão antigo e inútil que não haveria ganho em desativá-lo intencionalmente. Quando a BBC se mudou, ela reparou equipamentos que não estavam além do reparo, às vezes usando peças de peças idênticas já usadas na BBC.

## Estúdios
Dos sete grandes estúdios no local, todos são operados pela BBC Studioworks. No entanto, apenas um (Studio D) está disponível para locação, os outros seis sendo permanentemente dedicados ao EastEnders. Há também vários estúdios menores usados para as filmagens de Holby City. A configuração atual é a seguinte:

### Studio A
Parte das instalações do estúdio EastEnders. Tem uma saliência em um canto com galerias de produção acima, mas essas áreas não são mais usadas.

### Studio B
Parte das instalações do estúdio EastEnders. Como A, C e D, há uma saliência em um canto com galerias de produção acima. As instalações da galeria original foram modificadas em duas galerias de produção separadas para uso no EastEnders, e ambas podem controlar qualquer um dos estúdios no local (exceto o Studio D) mais o backlot.

### Studio C
Parte das instalações do estúdio EastEnders. Como A, B e D, há uma saliência em um canto com galerias de produção acima. As instalações originais da galeria foram convertidas em uma área de comutação e engenharia para as transmissões eleitorais da BBC News.

### Studio D
O único estúdio disponível no local para locação pela BBC Studioworks, é um estúdio de entretenimento leve de 826,1 m² (8.892 pés quadrados) com assentos de audiência permanentes em uma área recuada de uma parede. Como A, B e C, há uma saliência em um canto com galerias de produção acima. O Studio E adjacente, com 1.134 pés quadrados, é usado como manuseio de adereços.

### Studio E
Adjacente ao Studio D, o Studio E, com 105,4 metros quadrados, é usado como manuseio de objetos uma saliência em um canto com galerias de produção acima.

### Estágio 1
Parte das instalações do estúdio EastEnders. Ele inclui várias salas de controle e instalações associadas ao longo de uma parede, que podem controlar o backlot e qualquer um dos estúdios no local (exceto o Studio D). Esta é a casa dos conjuntos de pé do Queen Victoria e do café.

### Estágio 2
Parte das instalações do estúdio EastEnders. Localizado no mesmo complexo dos estágios 1 e 3.

### Estágio 3
Parte das instalações do estúdio EastEnders. Localizado no mesmo complexo dos estágios 1 e 2.